# Pseudocheirus peregrinus
Il coda ad anello comune (Pseudocheirus peregrinus Boddaert, 1785; dal greco «falsa mano» e dal latino «pellegrino» o «alieno») è un marsupiale australiano della famiglia degli Pseudocheiridi. È presente in vari habitat e si nutre di una vasta gamma di foglie appartenenti a specie endemiche e introdotte, nonché di fiori e frutta. Questo possum consuma anche un particolare tipo di feci che produce durante il giorno, mentre riposa nel nido. Questo comportamento è noto come coprofagia ed è stato osservato anche nei conigli.

## Descrizione
Il coda ad anello comune pesa 550-1100 g e misura circa 30-35 cm di lunghezza (esclusa la coda, lunga all'incirca quanto il corpo). Presenta una pelliccia grigia con macchie bianche dietro agli occhi, mentre l'addome è generalmente color crema. Ha una lunga coda prensile con una caratteristica colorazione bianca all'estremità, che si estende per circa il 25% della sua lunghezza. Le zampe posteriori sono sindattile e sono di grande aiuto nell'arrampicata. I molari presentano cuspidi affilate e aguzze.

## Biologia

### Alimentazione

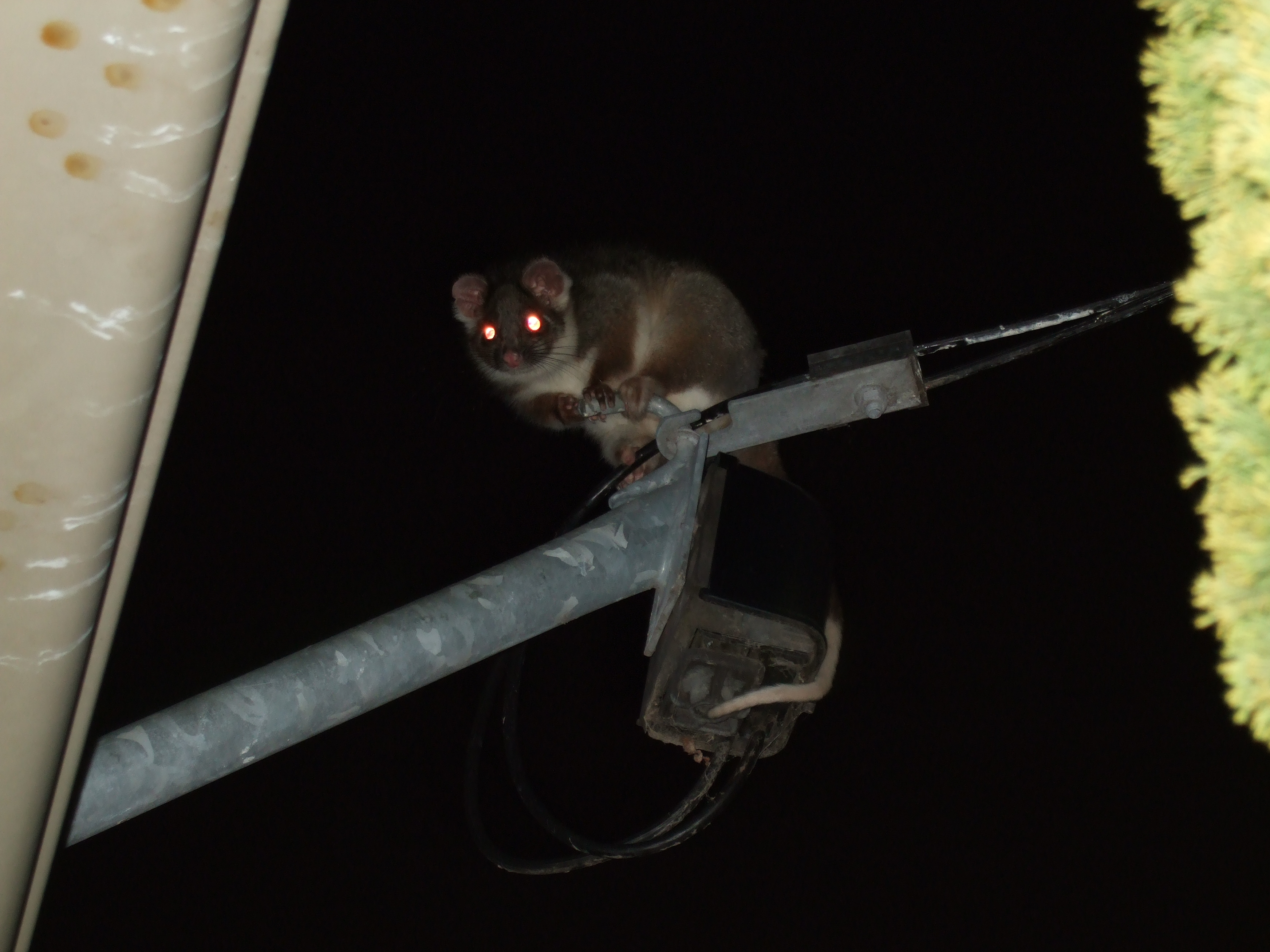
Un esemplare appollaiato su un palo.

Il coda ad anello comune preferisce nutrirsi di foglie di Eucalyptus e le popolazioni più numerose si incontrano appunto nelle aree dove queste piante sono presenti. Tuttavia, esso si nutre anche di foglie, fiori e frutta di altre specie di alberi e arbusti che raggiungono un'altezza minore. Quando si alimentano, i coda ad anello preferiscono mangiare foglioline più giovani. Nel corso di uno studio è stato scoperto che l'epoca in cui i giovani possum emergono dal marsupio corrisponde a quello della fioritura e della fruttificazione dell'albero del tè (Leptospermum) e del picco dello sviluppo delle nuove foglie. Le giovani foglie di eucalipto sono più ricche di azoto e sono costituite da cellule con pareti meno spesse di quelle più vecchie, ma il contenuto proteico che viene ricavato da esse è molto basso, data la maggiore quantità di tannini. Mentre l'animale mangia, i suoi molari tagliuzzano le foglie, riducendole in frammenti più piccoli. Nel cieco le particelle più sottili vengono separate da quelle più grossolane. Queste rimangono nel cieco anche fino a 70 ore e le pareti cellulari e i citoplasti contenenti tannini vengono parzialmente digeriti.
Ciò che distingue il processo digestivo del coda ad anello comune da quello del koala e del petauro maggiore è il fatto che il contenuto cecale viene trasferito direttamente indietro allo stomaco. Grazie a questa particolarità, il coda ad anello è in grado di ricavare più proteine. Questa tecnica è la stessa impiegata dai lagomorfi, come i conigli e i pika. Le feci solide vengono prodotte durante la notte, quando l'animale è in cerca di cibo, e non vengono ingerite, mentre quelle morbide vengono prodotte di giorno, mentre l'animale riposa, e vengono ingerite.

### Metabolismo
Il reingerimento del contenuto cecale serve anche a conservare il bilancio energetico dell'animale. I coda ad anello sembrano prediligere le foglie di Eucalyptus andrewii, soprattutto in cattività. Quando mangiano queste foglie, essi ricavano gran parte della loro energia lorda dal reingerimento. Il coda ad anello comune ha un fabbisogno giornaliero di azoto (MNR) di 290 mg. Esso ricava gran parte del suo MNR dal consumo delle pallottole cecali, ricche di azoto. Così facendo, può ricavare da esse fino a 620 mg di azoto. Il coda ad anello ricicla il 96% dell'urea del fegato, che viene trasferita nel cieco e convertita in proteine batteriche. In seguito alla reingestione, le proteine batteriche vengono digerite nello stomaco e gli aminoacidi vengono successivamente assorbiti nell'intestino tenue. Questo riciclaggio permette anche al possum di conservare acqua e di urinare meno. La reingestione consente all'animale di vivere tranquillamente anche mangiando foglie di eucalipto povere di azoto, elemento particolarmente importante durante la parte terminale dell'allattamento.

### Comportamento
I coda ad anello comuni sono prevalentemente notturni e sono ben adattati a uno stile di vita arboricolo. Scendono raramente al suolo e fanno grande affidamento sulla loro coda prensile per muoversi tra i rami. Comunicano attraverso una serie di richiami di varia tonalità.

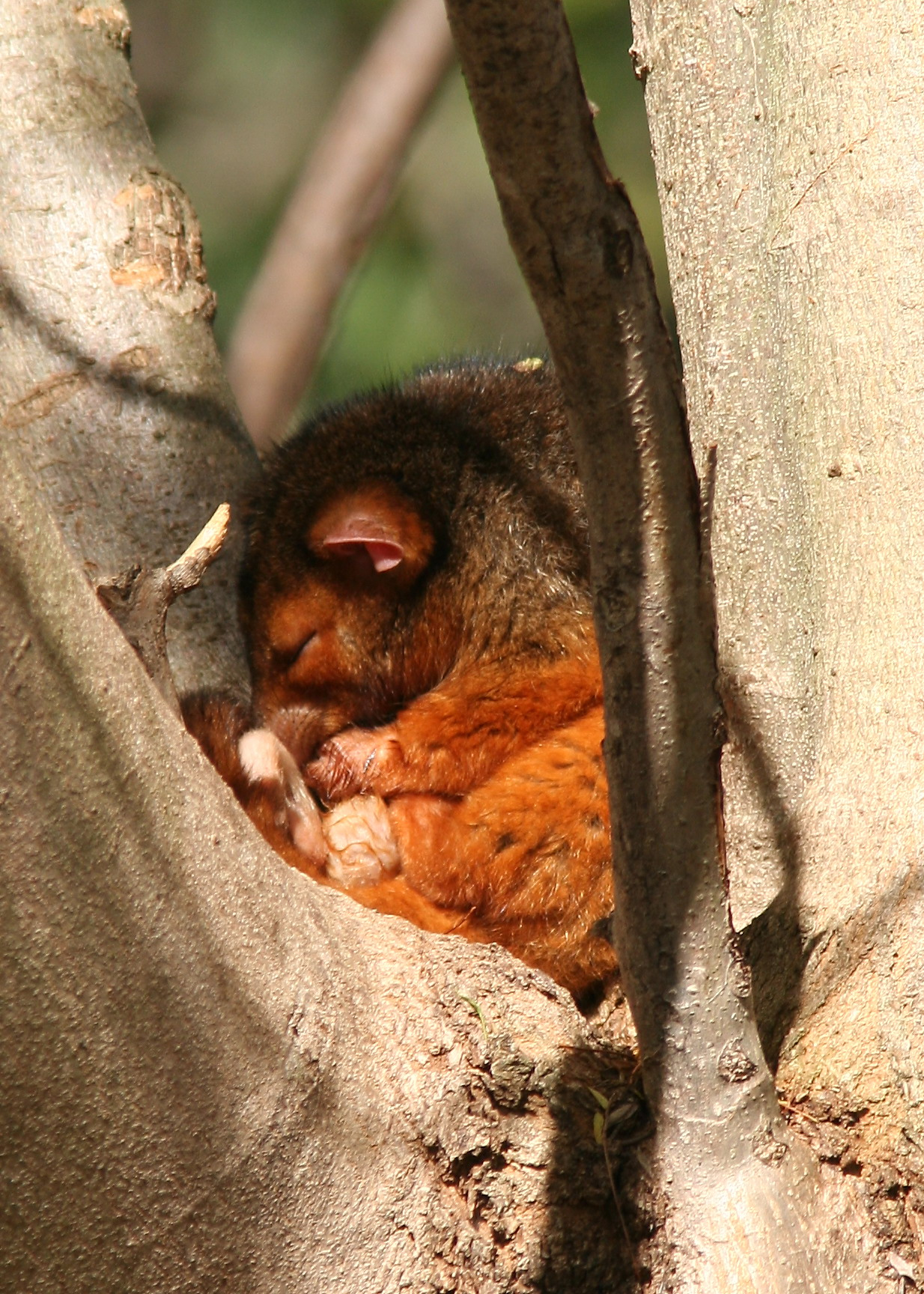
Un esemplare colto durante il riposo giornaliero.

### Struttura sociale
I coda ad anello comuni conducono uno stile di vita gregario incentrato sull'utilizzo di nidi comunitari. Costruiscono il nido tra i rami degli alberi o utilizzano cavità del tronco. Un nido comunitario è occupato generalmente da un maschio adulto, da una o due femmine adulte, dai loro piccoli e dai giovani immaturi dell'anno precedente. Un gruppo di coda ad anello può costruire vari nidi in siti differenti. Sono animali territoriali e allontanano qualsiasi altra creatura dai loro nidi. Ciascun gruppo è particolarmente attaccato al suo sito. Nel corso di un esperimento, durante il quale un gruppo venne rimosso dal proprio territorio, l'area rimase priva di occupanti per i due anni successivi. I nidi di coda ad anello tendono a essere più numerosi tra la bassa boscaglia e meno comuni nelle aree ricche di alberi con poco sottobosco. I nidi forniscono rifugio ai piccoli quando non possono essere trasportati troppo a lungo sul dorso dalle madri. Anche gli adulti li utilizzano come riparo durante il giorno.

### Riproduzione
Come tutti i marsupiali, il coda ad anello comune trasporta i piccoli nel marsupio, dove si sviluppano. A seconda dell'areale, la stagione degli accoppiamenti può avvenire in qualsiasi momento tra aprile e dicembre. La maggior parte dei piccoli nasce tra maggio e luglio. Il ciclo estrale dura 28 giorni. La riproduzione è sia poliestrale che poliovulare. Se una femmina perde prematuramente la sua cucciolata, essa ritorna in estro e partorisce una seconda nidiata di rimpiazzo in ottobre, se le condizioni sono favorevoli. Ciascuna nidiata è composta in media da due piccoli, ma la femmina è in grado di allevarne anche quattro, essendo dotata di quattro capezzoli nel marsupio. I piccoli si sviluppano piuttosto lentamente, a causa del latte diluito povero di lipidi con il quale vengono nutriti. Come in altri marsupiali, la composizione del latte del coda ad anello comune va incontro a una serie di variazioni nel corso dell'allattamento. Durante la seconda fase dell'allattamento, i piccoli ingeriscono anche cibi solidi, specialmente quando emergono dal marsupio. Durante questo periodo, la concentrazione di carboidrati ingeriti raggiunge il massimo, mentre quella di proteine e lipidi rimane invariata. Il lungo periodo di allattamento permette ai piccoli di trascorrere più tempo nel nido comunitario, dove possono imparare ad arrampicarsi e a trovare cibo sugli alberi.
I piccoli iniziano a emettere vocalizzi e ad aprire gli occhi tra i 90 e i 106 giorni di età. Essi lasciano il marsupio materno a 120-130 giorni. Tuttavia, l'allattamento si protrae fino a 180-220 giorni dopo la nascita, sebbene talvolta termini verso i 145 giorni. Entrambi i sessi raggiungono la maturità sessuale nel corso della stagione riproduttiva successiva alla loro nascita.

## Distribuzione e habitat
Il coda ad anelli comune è diffuso lungo le coste orientali dell'Australia e in Tasmania. Vive generalmente in ambienti temperati e tropicali ed è raro nelle regioni più aride. Predilige le foreste con una fitta boscaglia, in particolare quelle di eucalipto. Il coda ad anello comune e i suoi parenti occupano una gamma di nicchie ecologiche simili a quelle occupate da lemuri, scimmie, scoiattoli e galagoni nelle foreste degli altri continenti.

## Tassonomia
Attualmente nel genere Pseudocheirus vengono classificati solamente il coda ad anelli comune e il coda ad anelli occidentale, ma in passato vi venivano classificate anche le specie appartenenti al genere Pseudochirulus e altri coda ad anello. P. peregrinus viene attualmente suddiviso in tre sottospecie, ma alcuni ritengono che questo taxon sia costituito da un complesso di specie. Le sottospecie attualmente riconosciute sono:
- P. p. peregrinus Boddaert, 1785: dalla penisola di Capo York all'Australia Meridionale sud-orientale;
- P. p. convolutor Matschie, 1915: Tasmania e isole dello stretto di Bass;
- P. p. pulcher Schinz, 1821: Queensland sud-orientale e Nuovo Galles del Sud nord-orientale.

Fino a poco tempo fa anche il coda ad anello occidentale (P. occidentalis), diffuso nel sud-ovest del Paese, era considerato una sottospecie del coda ad anello comune.

## Conservazione
Il numero di coda ad anello comuni è diminuito in modo allarmante durante gli anni '50. Tuttavia, la popolazione sembra essersi ripresa nel corso degli ultimi decenni. Dal momento che la specie è perlopiù arboricola, è particolarmente minacciata dalla deforestazione. Ogni anno vari esemplari vengono inoltre investiti dai veicoli o uccisi, nelle aree suburbane, da gatti e cani. I coda ad anello non utilizzano abitazioni o altre strutture costruite dall'uomo come rifugio e pertanto non vengono reputati animali nocivi.